# Thetford
Thetford är en stad och civil parish i distriktet Breckland i Norfolk i England. Orten har 21 588 invånare.